# 垫紫草
垫紫草（学名：Chionocharis hookeri）是紫草科垫紫草属的植物。分布于锡金以及中国大陆的云南、西藏、四川等地，生长于海拔3,500米至5,000米的地区，一般生于石质山坡以及陡峻的石崖上，目前尚未由人工引种栽培。